# Keomah Village
Keomah Village är en ort i Mahaska County i Iowa. Vid 2010 års folkräkning hade Keomah Village 84 invånare.